# وکیل لینکلن (مجموعه تلویزیونی)
وکیل لینکلن (به انگلیسی: The Lincoln Lawyer) مجموعه‌ای تلویزیونی در ژانر درام حقوقی و براساس مجموعه‌ای کتاب به  نام رأی بی‌شرمانه و دنباله‌اش ، وکیل لینکلن، نوشتهٔ مایکل کانلی است. خالق این سریال دیوید ای کلی است و مانوئل گارسیا-رولفو در آن نقش میکی هالر (شخصیت اصلی داستان) را به‌عهده دارد.
فصل نخست این مجموعهٔ تلویزیونی از سوی نتفلیکس در ۱۳ مهٔ ۲۰۲۲ منتشر شد. فصل دوم آن که براساس کتاب شاهد پنجم از مجموعهٔ وکیل لینکلن ساخته‌شده در ۶ ژوئیهٔ ۲۰۲۳ منتشر شده‌است.